# كاروم

الأناضول الوسطى خلال فترة الكاروم

كاروم (يجمع كارو) يشير إلى محطة أو مكان نجميع بضائع آشوري . ويستخدم كمستوطنة للتجار (تامكاروم tamkarum ). أغلب الكاروات كانت في الخارج. في الفترة الآشورية القديمة كان هناك كاروات في كولتبه (كانيش) واليشار هيوكAlışar Höyük  (Amkuwa) و بوغاز كوي (Hattuš) و اكيمهيوك  Acemhöyük في الأناضول، والمزيد منها كانت في مناطق لم يحدد موقعها بعد، مثل : تامنياTamnia  و تورخوميت Turḫumit وبوروشخاندا Purušḫanda. كانت الكاروات لها إدارتهم الخاصة التي تسمى باللغة  الآشورية بيت كاريم bēt kārim . وكان هذا المجلس الإداري يعمل في التجارة أيضًا  ، ولكنه قد ينفذ إجراءات أيضًا ضد المدينين أو ختم بيوت أو حتى التحفظ على منازل. 

## أدبيات المقالة
- كلاس فينهوف Klaas Veenhof: ميزات «حديثة» في التجارة الآشورية القديمة . في: مجلة التاريخ الاقتصادي والاجتماعي للشرق ، المجلد 40 (1997) ، رقم 4 ، ISSN 0022-4995